# Домашній чемпіонат Великої Британії 1886
Домашній чемпіонат Великої Британії 1886 — третій розіграш футбольного турніру за участю чотирьох збірних Великої Британії. У ході змагання вперше дві команди (англійці та шотландці) набрали однакову кількість очок. Оскільки правилами не передбачалося виявлення чемпіона за додатковими параметрами (наприклад, різницею голів), переможцями були оголошені обидві збірні.
Чемпіонат розпочався в лютому 1886 року матчі між збірними Уельсу і Ірландії, в якому Уельс здобув перемогу з рахунком 5:0. Потім Ірландія зіграла проти Англії та Шотландії, зазнавши ще двох розгромних поразок. У наступному матчі між шотландцями та англійцями було зафіксовано нічию 1:1. У заключній частині турніру свої матчі проти цих збірних зіграв Уельс, програвши в обох. Таким чином, Англія та Шотландія, які набрали однакову кількість очок, розділили чемпіонське звання між собою.

## Таблиця
| Поз | Команда       | І | В | Н | П | ГЗ | ГП | РГ  | О |  |
| --- | ------------- | - | - | - | - | -- | -- | --- | - |  |
| 1   | Шотландія (C) | 3 | 2 | 1 | 0 | 12 | 4  | +8  | 5 |  |
| 2   | Англія (C)    | 3 | 2 | 1 | 0 | 10 | 3  | +7  | 5 |  |
| 3   | Уельс         | 3 | 1 | 0 | 2 | 7  | 7  | 0   | 2 |  |
| 4   | Ірландія      | 3 | 0 | 0 | 3 | 3  | 18 | −15 | 0 |  |